# Juan Manuel Insaurralde
Juan Manuel Insaurralde, né le 3 octobre 1984 à Resistencia en Argentine, est un footballeur international argentin, qui évolue au poste de défenseur.

## Biographie

### Carrière de joueur
Juan Manuel Insaurralde évolue en Argentine, en Russie, en Grèce, au Mexique et au Chili.
Il dispute six matchs en Ligue des champions et trois matchs en Ligue Europa. Il joue également 23 matchs en Copa Libertadores, inscrivant un but. Il est demi-finaliste de la Copa Libertadores en 2012 et 2016 avec le club de Boca Juniors.

### Carrière internationale
Juan Manuel Insaurralde reçoit deux sélections en équipe d'Argentine lors de l'année 2010. Il joue en amical contre le Ghana (victoire 2-0) et Haïti (victoire 4-0).

## Palmarès
- Champion d'Argentine en 2011 (Ouverture), 2017 et 2018 avec Boca Juniors
- Vainqueur de la Coupe d'Argentine en 2011/2012 (en) avec Boca Juniors